# Кротоновое масло
Кротоновое масло (лат. Oleum crotonis) — растительное масло, получаемое из растения кротон слабительный (лат. Cróton tíglium), растущего в Индокитае. Обладает слабительным и раздражающим действием. Является коканцерогеном (усиливает действие онкогенных агентов).

## Получение
Экстрагированием жирное масло получается из семян кротона, содержание масла в семенах составляет 50—60 %.

## Применение
В медицине кротоновое масло употреблялось ранее как слабительное средство, действуя уже в самых малых дозах (¼—1 капля).
При большей дозировке вызывает рвоту и воспаление желудочно-кишечного тракта.
Применение прекращено из-за сильной токсичности, двадцать капель масла уже составляют смертельную дозу.
При контакте с кожей вызывает воспаление с образованием пузырей. Раньше применялось как раздражающее наружное средство, в настоящее время используется в экспериментальной фармакологии для моделирования асептического воспаления; используется также для экспериментов с болеутоляющими средствами.
Кротоновое масло использовалось на флотe США в качестве добавки, делающей топливный спирт негодным для потребления.
Из кротонового масла были получены такие химические вещества, как кротоновая кислота (в 1818 году Жозефом Каванту) и кротоновый альдегид, оно используется для производства форбола.

## Физико-химическая характеристика
Масло имеет густую консистенцию, прозрачное, желтовато-бурого цвета, с слабым запахом и сильным жгучим вкусом.
Удельный вес 0,940—0,955; растворяется в спирте, легкорастворимо в хлороформе и эфире[уточнить].
Масло состоит из триглицеридов олеиновой, линолевой и миристиновой кислот. Его сильное слабительное действие обусловлено диэфирами дитерпенового спирта карбола и жирных кислот с длинной углеводородной цепью (C8, C10, C12, C14), а также уксусной кислотой и специфичными для данного масла кротоновой и тиглиновой кислотами.
Ядовитость семян и их сильное слабительное действие обусловлены токсальбумином и ядовитой смолой, которые переходят в жирное масло.